# Autunois
Pour le gentilé, voir Autun.
L'Autunois est une région naturelle de France située au nord-ouest du département de Saône-et-Loire, dominant la vallée de l'Arroux, dont Autun est la ville principale.

## Géographie
En Bourgogne, il constitue une partie sud du massif du Morvan et comprend, entre autres, le mont Beuvray qui culmine à 821 m. Les paysages de l'Autunois sont de vastes étendues de forêts, sur les hauteurs, et de bocages consacrés à l'élevage, en plaine.

## Toponymie
Son nom lui vient de la ville d'Autun et par conséquent du peuple gaulois des Éduens.
La première attestation d'un territoire dont le chef-lieu est Autun, alors Augustodunum, remonte à 858, sous la forme In pago Augustodunense, puis In comitatu Augustodunensi en 875, In Pago Ostudunense en 961 et In pago Estudunense en 1010. Autunois est attesté en 1663, en 1707 puis en 1778 par Claude Courtépée.

## Histoire
L'Autunois (en latin : Augustodunensis) est un ancien pagus de la cité gallo-romaine d'Augustodunum, fondée par Auguste vers 10 av. J.-C. pour remplacer l'oppidum de Bibracte comme capitale des Éduens.
La religion chrétienne s'est implantée précocement dans l'Autunois, au IIIe siècle. Autun a alors accueilli le siège d'un évêché.

## Économie et emploi
Les données publiées par l'INSEE concerne la Communauté de communes du Grand Autunois Morvan qui regroupe 55 communes et 36 911 habitants (2014).
Le nombre d'emplois total (salariés et non salariés) s'élève, en 2014, à 11 205. Le taux de chômage des 15 à 64 ans en 2014 est de 13,2.
Le nombre d'établissements actifs au 31 décembre 2015 est de 2 796.
La part de l'agriculture, est de 16,4 % ; celle de l'industrie de 5,4, celle de la construction de 9 %, celle du commerce, transports et services divers de 55,2 %, celle de l'administration publique, enseignement, santé et action sociale de 14 %. La part des établissements employant de 1 à 9 salariés, est de 24,5 %
et 5 % des établissements emploient 10 salariés ou plus.

## Patrimoine et musées
L'Autunois est riche en musées, sites, monuments :

### Musées
- Muséum d'Histoire Naturelle Jacques de La Comble à Autun
- Musée Rolin
- Musée de Bibracte Mont Beuvray à Saint-Léger-sous-Beuvray
- Musée de la Mine, de la Verrerie et du Chemin de fer à Épinac
- Maison du mineur dite de la sœurotte à Épinac
- Musée des Enfants de Troupe à Autun
- Musée Lapidaire à Autun
- Maison du Patrimoine Oral à Anost
- Maison des Galvachers ((bouviers et charretiers au XIXe) à Anost

### Patrimoine antique
- Porte d'Arroux
- Pierre de Couhard
- Porte Saint-André
- Théâtre romain
- Remparts antiques
- Prieuré Saint Martin de Mesvres
- Temple de Janus

### Patrimoine duXIeauXVesiècle
- Cathédrale Saint-Lazare (Autun),
- Chapelle de Velée (Anost)
- Les Gisants (Anost)
- Église Saint-Ferréol de Curgy
- Tour des Ursulines (Autun)

### Patrimoine duXIXesiècle(Autun)
- Hôtel de ville
- Passage Balthus (passage couvert)
- Prison panoptique
- Théâtre municipal

### Autres sites
- Château de Brandon à Saint-Pierre-de-Varennes
- Château dit de "Marguerite de Bourgogne"
- Château de Morlet
- Château de Savigny-le-Vieux à Curgy
- Château de Sully (entre Autun et Beaune)
- Temple bouddhiste de la Boulaye